# Старая Арша
Ста́рая Арша — деревня в Кусинском районе Челябинской области. Входит в состав Петрозаводского сельского поселения.

## География
Расположена на берегу реки Большая Арша. Расстояние до районного центра, Кусы, 22 км.

## Население
| 2002 | 2010 |
| ---- | ---- |
| 69   | ↘45  |

По данным Всероссийской переписи, в 2010 году численность населения деревни составляла 45 человек (14 мужчин и 31 женщин).

## Улицы
Уличная сеть деревни состоит из 2 улиц.